# Il vangelo della Maddalena
Il vangelo della Maddalena (This is My Blood) è un romanzo horror scritto da David Niall Wilson nel 1999 e pubblicato in Italia dalla Gargoyle Books nel 2006.

## Trama
La storia ha inizio alla fine dei 40 giorni di digiuno e meditazione che Gesù passa nel deserto, dopo aver ricevuto il battesimo da Giovanni il Battista. Viene raggiunto dal diavolo, il quale lo tenta, finendo però con l'essere sconfitto. Prima di andarsene, il Maligno gioca un'ultima carta. Evoca dall'Inferno un angelo caduto come lui, uno di quelli che lo seguirono nella sua ribellione contro Dio, a cui conferisce le sembianze di una bellissima donna, nell'intento di sedurre il Nemico. Ma Gesù, rattristato da come Lucifero si serve della povera anima per i suoi scopi, offre al demone appena evocato la possibilità di salvarsi, per ritornare a godere dell'amore e della luce divina, riuscendo a fare breccia nell'animo della tentatrice. Lucifero è sconfitto di nuovo, ma per vendicarsi getta sulla tentatrice redenta una terribile maledizione. La condanna a vivere nelle ombre, rifuggendo dalla luce del sole, e a cibarsi del sangue e delle anime degli uomini, ma la condanna anche ad un peso più grave: preannuncia che l'amore di Gesù e la sua determinazione nel salvarle l'anima saranno la causa del fallimento e della caduta del Figlio di Dio stesso.
Nasce così Maria Maddalena, un demone combattuto tra la sua oscura natura e l'amore che Gesù è riuscito a far rinascere nel suo cuore, destinata a muoversi sempre in bilico tra la paura della dannazione, alla quale appartiene, e la speranza della salvezza e del Paradiso, al quale si ribellò, pagandone il prezzo più alto. Col procedere della storia Maria Maddalena incontrerà esseri antichi come e più del mondo, da Lilith, sua "sorella" nella dannazione, come lei pedina del Maligno e come lei destinata alle ombre e all'esilio, fino all'incontro con Elia, Mosè ed Adamo, dai quali riceverà la missione più grande di tutte, il sacrificio di sé stessa e della sua salvezza per permettere a Gesù di risorgere dalla morte e consentirgli, in tal modo, di compiere la salvezza del genere umano.

## Tra la finzione e i Vangeli
Il romanzo ruota in maniera pressoché totale attorno al personaggio di Maria Maddalena e al suo fortissimo legame spirituale con Gesù, alla convivenza con la maledizione impostale da Lucifero, dal quale viene trasformata in una vampira "classica", con tanto di canini affilati, dotata di capacità fisiche e mentali superumane e il cui morso tramuta le vittime (tra le quali spiccherà anche Lazzaro) in vampiri a loro volta. Nell'intreccio della storia ha un grande peso il Vangelo di Giuda, che l'autore utilizza, seppur con grande licenza poetica, per delineare i rapporti tra Gesù e i suoi discepoli. Nel romanzo, infatti, Giuda viene descritto come il più puro e fedele tra i discepoli, il solo che riesce a percepire la vera natura di Maria Maddalena e il solo che arriverà ad accettarla ed accoglierla tra i seguaci di Cristo, l'unico uomo che Maria Maddalena imparerà a trattare da amico e nel quale porrà una grande fiducia. Seguendo il filone gnostico, nel libro Giuda non è il traditore di Gesù, ruolo, questo, che Wilson attribuisce nientemeno che a Pietro, il primo tra gli apostoli, che tradisce il Cristo sotto l'influenza di un demone, demone che verrà scacciato proprio da Giuda, e che per questo atto pagherà un prezzo salatissimo; il demone, nel lasciare Pietro, lo convince del fatto che sia stato Giuda a tradire Gesù, condannando così Giuda a passare alla storia come il Traditore del Figlio di Dio.